# Palau Cívic (l'Alguer)
El Palau Cívic és un edifici del centre històric de l'Alguer catalogat com a Bé Cultural per la Regió Autònoma de Sardenya. Hi ha les oficines de turisme, activitats lúdiques com el Club de Mariners i és la seu de l'Arxiu Històric Municipal.

## Descripció
Domina les dues principals places del centre històric del municipi, la Plaça del Municipi i la Plaça del Pou Vell (que en italià també rep el nom de Piazza Civica). La façana principal és a la primera de les places, i juga amb el contrast entre el granit i la pedra calcària. És una façana de formes neoclàssiques, construït amb blocs quadrats i acabat amb una cornisa a la part superior, dues pilastres als laterals i un arquitrau decorat. El portal de fusta condueix a un atri amb volta de canó decorada amb frescos de motius geomètrics i florals. A l'atri hi ha una escala monumental.

## Història
Les restes més antigues conservades són d'un edifici del segle xv, quan el Consell Cívic, que feia les funcions de l'Ajuntament, havia comprat cases de la plaça del Pou Vell, per posar-les al servei del poble. A la segona meitat del segle xviii l'edifici es va reconstruir, a finals del segle xviii es va fer la façana del darrere. Al principi del segle xix es va ampliar i es va fer la façana neoclàssica actual del davant. Deixà de ser l'edifici consistorial quan, a la segona meitat del segle xx, es va construir una nova seu a Santa Anna.
El 2012 es va aprovar fer una reforma de l'espai per eliminar barreres arquitectòniques, fer que l'edifici esdevingués més funcional i d'aquesta manera aconseguir que l'espai fos més utilitzat pels ciutadans del municipi.